# Thời kỳ Chuyển tiếp thứ Hai của Ai Cập
Thời kỳ Chuyển tiếp thứ Hai của Ai Cập là một thời đại của lịch sử Ai Cập, đánh dấu một khoảng thời gian khi Vương quốc Ai Cập bị rơi vào tình trạng hỗn loạn và dẫn đến sự kết thúc của Trung Vương quốc Ai Cập. Sau Thời kỳ Chuyển tiếp thứ Hai là sự bắt đầu của thời kỳ mới, Tân Vương quốc.
Giai đoạn này được biết đến như là lúc mà người Hyksos xuất hiện ở Ai Cập và họ đã cai trị Vương triều thứ Mười lăm.

## Sự kết thúc của Trung Vương quốc
Vương triều thứ Mười hai của Ai Cập đã sụp đổ và kết thúc vào cuối thế kỷ thứ 19 trước Công nguyên, với cái chết của Nữ hoàng Ai Cập Sobekneferu (1806-1802 TCN). Vương triều thứ 12 kết thúc vì bà đã không có người con nào để thừa kế ngai vàng, khiến cho vương triều của bà kết thúc bất ngờ và Vương triều thứ Mười ba được thành lập. Triều đại này đã rất thành công bởi có nhiều lợi thế hơn, giúp vương quốc phát triển cao độ. Họ đã giành lại được vương quốc từ Itjtawy ("Hai-vùng-đất-bị-chiếm") gần thủ đô Memphis và Lisht, ngay phía nam của gốc Đồng bằng châu thổ sông Nin.
Vương triều thứ Mười ba có sự chú ý đến sự nhập cảnh chính thức được công nhận của những người thuộc vương quốc của vua nhóm ngôn ngữ Semit, Khendjer ("Boar"). Vương triều thứ Mười ba đã được cho rằng họ đã không cai trị, giữ toàn bộ vùng lãnh thổ của Ai Cập, tuy nhiên họ có cai trị một tỉnh ở Tây Nam Á, có gốc ở Avaris nằm trong khu vực đầm lầy phía đông đồng bằng châu thổ sông Nin, tách ra khỏi các trung tâm chính trị và thủ đô của nhà nước mình để lập ra một triều đại song hành, Vương triều thứ Mười bốn của Ai Cập.

## Vương triều thứ Mười lăm của Ai Cập
Khoảng thời gian mà Vương triều thứ Mười lăm cai trị trong khoảng từ năm 1650 đến 1550 trước Công nguyên. Các pharaon cai trị trong triều đại này được biết đến như sau:
- Salitis
- Sakir-Har
- Khyan
- Apophis, c. 1590? -1550 TCN
- Khamudi, c. 1550 -1540 TCN[3][4]

## Vương triều thứ Mười sáu của Ai Cập
Ở triều đại này đã tiếp tục xảy ra cuộc chiến tranh chống lại một vương triều nhỏ thống trị trong thời gian ngắn ngủi trong vương triều thứ 16. Quân đội của Vương triều thứ 15, đánh chiếm được một thành phố ở miền nam của kẻ thù, liên tục tấn công và xâm chiếm vào lãnh thổ của Vương triều 16. Cuối cùng họ đe dọa và sau đó chinh phục được Thebes. Trong những nghiên cứu của nhà Ai Cập học Kim Ryholt đề nghị rằng Dedumose I đã đưa ra một thỏa thuận hòa bình trong năm cai trị thứ hai của ông nhưng người tiền nhiệm ông, Nebiryraw I có thể có được nhiều thành công hơn và có vẻ như có một khoảng thời gian hòa bình trong vương triều của ông.
Nạn đói đã cản trở việc Thượng Ai Cập phát triển trong Hậu Vương triều thứ 13 và 14, các vương triều này cũng sụp đổ trước Vương triều 16, rõ nhất trong và sau vương triều của Neferhotep III.

## Vương triều Abydos
Đây là một vương triều chưa được xác định rõ ràng là có tồn tại hay không. Nếu Vương triều Abydos thực sự đã tồn tại thì lãnh thổ cầm quyền của nó có lẽ ở hai vùng đất Abydos hoặc Thinis. Có thể có một hình vẽ trên tường của Wepwawetemsaf được phát hiện bởi Karl Richard Lepsius trong ngôi mộ BH2 của Vương triều thứ 12 Amenemhat ở Beni Hasan, khoảng 250 km về phía Bắc của Abydos, trong miền Trung Ai Cập (Thượng Ai Cập).

## Vương triều thứ Mười bảy của Ai Cập
Vương triều thứ 17 bắt đầu từ năm 1580 đến năm 1550 trước Công nguyên.
Nó chủ yếu được hình thành ở Thebes, các vị pharaon hiện đại đã đấu với những người Hyksos và thành công trong Vương triều thứ Mười sáu, cũng dựa vào Oedipus.
Vào năm 2012, các nhà khảo cổ người Pháp đã kiểm tra một cửa đá vôi trong việc xây dựng ngôi đền Amun-Ra tại Luxor và họ phát hiện ra những chữ tượng hình với tên Senakhtenre, bằng chứng đầu tiên của sự hiện diện vua này.
Hai vị vua cuối cùng của vương triều thứ 17 phản đối việc người Hyksos cai trị Ai Cập, bắt đầu một cuộc chiến tranh chống lại vua Hyksos và bắt đầu một giai đoạn thống nhất mới là thời kỳ Tân Vương quốc.
Kamose II, con trai của Sequenenre Tao là vị vua cuối cùng của Vương triều thứ XVII, là anh trai của Ahmose I – vị vua đầu tiên của Vương triều thứ mười tám.